# Лапуа
Ла́пуа (фин. Lapua; швед. Lappo; лат. Lapponia Bothniensis) — город в области Южная Остроботния в Финляндии; расположен на берегу реки Лапуанйоки.
Численность населения составляет 14 018 человек (2023). Город занимает площадь 750,81 км² из которых водная поверхность составляет 19,58 км². Плотность населения — 76,25 чел/км².

## История
В российской военной истории город стал известен после того, как 2 (14) июля 1808, в ходе русско-шведской войны 1808—1809 гг., здесь произошло сражение между частями русской императорской армии под командованием генерала Н. Н. Раевского и шведской армией под началом К. Ю. Адлеркрейца, которое закончилось победой шведов.

## Известные уроженцы и жители
- Урпилайнен Ютта (р.1975) — финский политик, депутат парламента
- Яаттеэнмяки Аннели (р.1955) — финский политик